# Новоильинский сельсовет (Алтайский край)
Новоильинский сельсовет — сельское поселение в Хабарском районе Алтайского края Российской Федерации.
Административный центр — село Новоильинка.

## История
Статус и границы сельского поселения установлены Законом Алтайского края от 2 декабря 2003 года № 64-ЗС «Об установлении границ муниципальных образований и наделении их статусом сельского, городского поселения, городского округа, муниципального района».

## Население
| 1997  | 1998  | 1999  | 2000  | 2001  | 2002  | 2003  | 2004  | 2005  | 2006  |
| ----- | ----- | ----- | ----- | ----- | ----- | ----- | ----- | ----- | ----- |
| 2762  | ↗2777 | ↗2850 | ↘2841 | ↗2842 | ↘2514 | ↘2484 | ↘2483 | ↘2461 | ↘2443 |
| 2007  | 2008  | 2009  | 2010  | 2011  | 2012  | 2013  | 2014  | 2015  | 2016  |
| ↘2434 | ↘2390 | ↘2388 | ↘1897 | ↘1889 | ↘1847 | ↘1811 | ↘1801 | ↘1759 | ↘1715 |
| 2017  | 2018  | 2019  | 2020  | 2021  |       |       |       |       |       |
| ↘1679 | ↘1636 | ↘1596 | ↘1554 | ↘1509 |       |       |       |       |       |

Гендерный состав
По результатам Всероссийской переписи населения 2010 года, численность населения муниципального образования составила 1897 человек, в том числе 908 мужчин и 989 женщин.

## Состав сельского поселения
| № | Населённый пункт | Тип населённого пункта       | Население |
| - | ---------------- | ---------------------------- | --------- |
| 1 | Богатское        | посёлок                      | ↘235      |
| 2 | Новоильинка      | село, административный центр | ↘1369     |
| 3 | Новофёдоровка    | посёлок                      | ↘2        |
| 4 | Пионер Труда     | посёлок                      | ↘205      |

В состав Новоильинского сельсовета входили исчезнувшие селения Аджамовка, Заливное, Белая Дубрава,  Весёлый Кут, Землянуха, Михайловка,  Первомайское.